# Игорь Фархутдинов (судно)
«Игорь Фархутдинов» (первое название — «Нева», с 1996 «Адмирал Лазарев», c 2003, после гибели Игоря Фархутдинова носит его имя) — российское пассажирское судно усиленного ледового класса. Порт приписки — г. Холмск Сахалинской области, принадлежит ООО «Морская компания «Сахалин-Курилы». Валовая вместимость 4575 регистровых тонн, пассажировместимость до 150 человек, мощность главных двигателей 3200 кВт, автономность плавания до 7000 морских миль, до 2000 в любых климатических условиях. Работает на линии «Корсаков — Курильские острова (Кунашир, Шикотан, Итуруп) — Корсаков». Проводил операцию спасения теплохода «Марина Цветаева». Работает с 2004 года.
Построен в 1991 году на Гдыньской судоверфи (им. Парижской Коммуны), строительный номер 6, проект: B-96 (ПНР), тип Анна Ахматова.
С 07 февраля 2017 года Министерством транспорта и дорожного хозяйства Сахалинской области с использованием сайта RFBUS.RU - Федеральная транспортная система была организована продажа билетов на теплоход "Игорь Фархутдинов" через сеть Интернет.